# الإذلال (رواية)
الإذلال (بالإنجليزية: The Humbling)، هي رواية للكاتب فيليب روث، نشرتها دار هوتون ميفلين هاركورت في خريف عام 2009. يتمحور هذا الكتاب الثلاثون في مسيرة روث حول «ممثل مسرحي مسن وحياته الفارغة التي على وشك أن تتغير بواسطة [حبكة مضادة تنطوي على رغبة شبقية غير اعتيادية]».

## الحبكة

### الباب الأول
يفقد الممثل المسرحي الستيني الشهير سيمون أكسلر موهبته بشكل مفاجئ وغير مفهوم. أسفرت محاولاته المتواضعة في تجسيد بروسبيرو وماكبيث على خشبة المسرح في مركز كينيدي في واشنطن العاصمة إلى تلقيه تقييمات سلبية، الأمر الذي يصيبه باكتئاب شديد ويتسبب في تخليه عن التمثيل والتفكير في الانتحار بواسطة بندقية مُخبئة في علية منزله. لا تنجح زوجته -راقصة الباليه السابقة- فيكتوريا في التعامل مع اكتئابه فتنتقل إلى كاليفورنيا حيث يعيش ابنهما. يُدخل أكسلر نفسه إلى مستشفى للأمراض النفسية بناءً على نصيحة طبيبه، ويبقى فيه لمدة 26 يومًا.
يلتقي أكسلر بمريضة أخرى في المستشفى تُدعى سيبيل فان بورين، إذ تخبره بأنها رأت زوجها الثاني يعتدي جنسيًا على ابنتها الصغيرة. تعرب سيبيل عن شعورها بالخزي كونها لم تبلغ عن زوجها فورًا ولم تبعده عن المنزل، وتعترف بأنها حاولت الإقدام على الانتحار. تسأل سيبيل أكسلر عما إن كان على استعداد لقتل زوجها، فيخبرها بأنه يخشى أن «يفسد المهمة».
يتلقى أكسلر زيارةً في منزله الواقع في شمال ولاية نيويورك من وكيله جيري أوبنهايم بعد أشهر من إقامته في المستشفى، فيعرض عليه جيري لعب دور جيمس تيرون في مسرحية رحلة يوم طويل إلى الليل. يرفض أكسلر العرض خوفًا من إخفاقه مجددًا. يجد أكسلر رسالةً من سيبيل بين رسائل المعجبين التي جلبها أوبنهايم، تشكره فيها على استماعه إلى مشاكلها في المستشفى، وتضيف بأنها لم تتعرف عليه حينها لكنها قررت الكتابة إليه بعد مشاهدتها لأحد أفلامه القديمة على التلفزيون.

### الباب الثاني
يتلقى أكلسر زيارةً في منزله من بيغين مايك ساتيبلفورد البالغة من العمر 40 عامًا، وهي ابنة اثنين من الممثلين الذي عمل معهما أكلسر في الفترة التي وُلدت فيها تقريبًا. انتقلت بيغين لتوها إلى مكان قريب للعمل كأستاذة في كلية فيرمونت للنساء بعد أن أنهت علاقتها الغرامية التي استمرت ست سنوات مع امرأة قررت الخضوع لعملية تغيير للجنس لتصبح رجلًا. تمكنت بيغين من ضمان وظيفتها بعد أن ضاجعت عميدة المدرسة «المهووسة» لويز رينير.
تبدأ بيغين علاقةً غراميةً مع أكسلر على الرغم من كونها مثليةً على مدار 17 عامًا. تغضب لويز بعد أن قطعت بيغين علاقتها بها فتبدأ بملاحقتها. تتصل لويز بوالدي بيغين في لانسينغ بولاية ميشيغان بعد عدة أشهر وتخبرهما أن ابنتهما تضاجع أكسلر. تشعر بيغين بالضيق بعد معرفة والديها بالعلاقة التي أرادت لها أن تبقى سريةً. يخبرها والدها آسا أنه غير موافق على علاقتهما بسبب فارق السن، إلا أن أكسلر ينظر إلى الأمر على أنه غيرة من نجاحه المهني وحسب. يدير آسا مسرحًا مجتمعيًا في ميشيغان.

### الباب الثالث
يقرأ أكسلر في الصحيفة المحلية خبرًا مفاده أن سيبيل قد قتلت زوجها السابق. يتصل أكسلر بشقيقة سيبيل ويعرض عليها المساعدة في الدفاع عن نفسها.
«تعرض» بيغين على أكسلر في إحدى الليالي طالبةً جامعيةً من معارفها، اسمها لارا وهي في التاسعة عشر من عمرها. تصبح لارا نزوة بالنسبة له وشخصية في لعبة بيغين للأدوار الجنسية.
بعد فترة وجيزة، ينتبه أكسلر أثناء تناوله الطعام في الخارج مع بيغين إلى تريسي، وهي امرأة شابة تثمل في بار المطعم، ثم يأخذونها إلى منزلهما لإقامة علاقة جنسية ثلاثية. بعد ذلك، يسألها أكسلر عن سبب موافقتها على العودة إلى المنزل معهما فتعترف بأنها عرفت أنه ممثل مشهور. يشعر أكسلر وكأنه قد استعاد شبابه ويقرر أنه يرغب بأداء دور في مسرحية رحلة يوم طويل إلى الليل في نهاية المطاف. يقرر أكسلر أيضًا أنه يرغب في إنجاب طفل من بيغين فيزور أخصائي خصوبة دون أن يخبرها بذلك.
تُنهي بيغين علاقتها بأكسلر بعد أسبوعين وتقول له إنها «ارتكبت خطًا». يتهمها أكسلر بتركه من أجل تريسي ويعتقد أن والديها قد قلبوها ضده. يتصل أكسلر بوالديها ويصيح عليهما بغضب. يقتل أكسلر نفسه ببندقيته بعد المكالمة.